# Port Debilly
Le port Debilly est une voie située dans le quartier de Chaillot du 16e arrondissement de Paris, en France.

## Situation et accès
Le port Debilly est une voie qui débute au pont de l'Alma, sous lequel le passage en berge basse en liaison avec le port de la Conférence en amont est interrompu, et se termine au pont d'Iéna .

## Origine du nom
Elle porte le nom du général de brigade, Jean-Louis Debilly (1763-1806), tué à la bataille d'Iéna. Il longe en contrebas l'ancien quai Debilly, dont il tient son nom, devenu depuis avenue de New-York.

## Historique
Cette voie prend sa dénomination actuelle par un décret préfectoral du 18 juillet 1905.
Elle s'appelait auparavant quai des Bonshommes, et a vu en 1803 la mise à l'eau par Robert Fulton de son « chariot d'eau mû par le feu », ce dont témoigne une plaque commémorative sur place.
Dans son roman Son Excellence Eugène Rougon, Émile Zola consacre un chapitre aux festivités données à Paris pour le baptême du prince impérial, fils de Napoléon III et de l’impératrice Eugénie. C'est l’occasion pour Zola de faire une visite guidée des quais de la Seine envahis par la foule en liesse. Le « quai Debilly » est cité.
Le pont accueille en 2022 et en 2023 des épreuves de plongeon de haut vol (27 mètres) comme le Championnat du monde dit Red Bull Cliff Diving,. Le site est également retenu pour le Championnats d'Europe de natation en août 2026.

## Bâtiments remarquables et lieux de mémoire

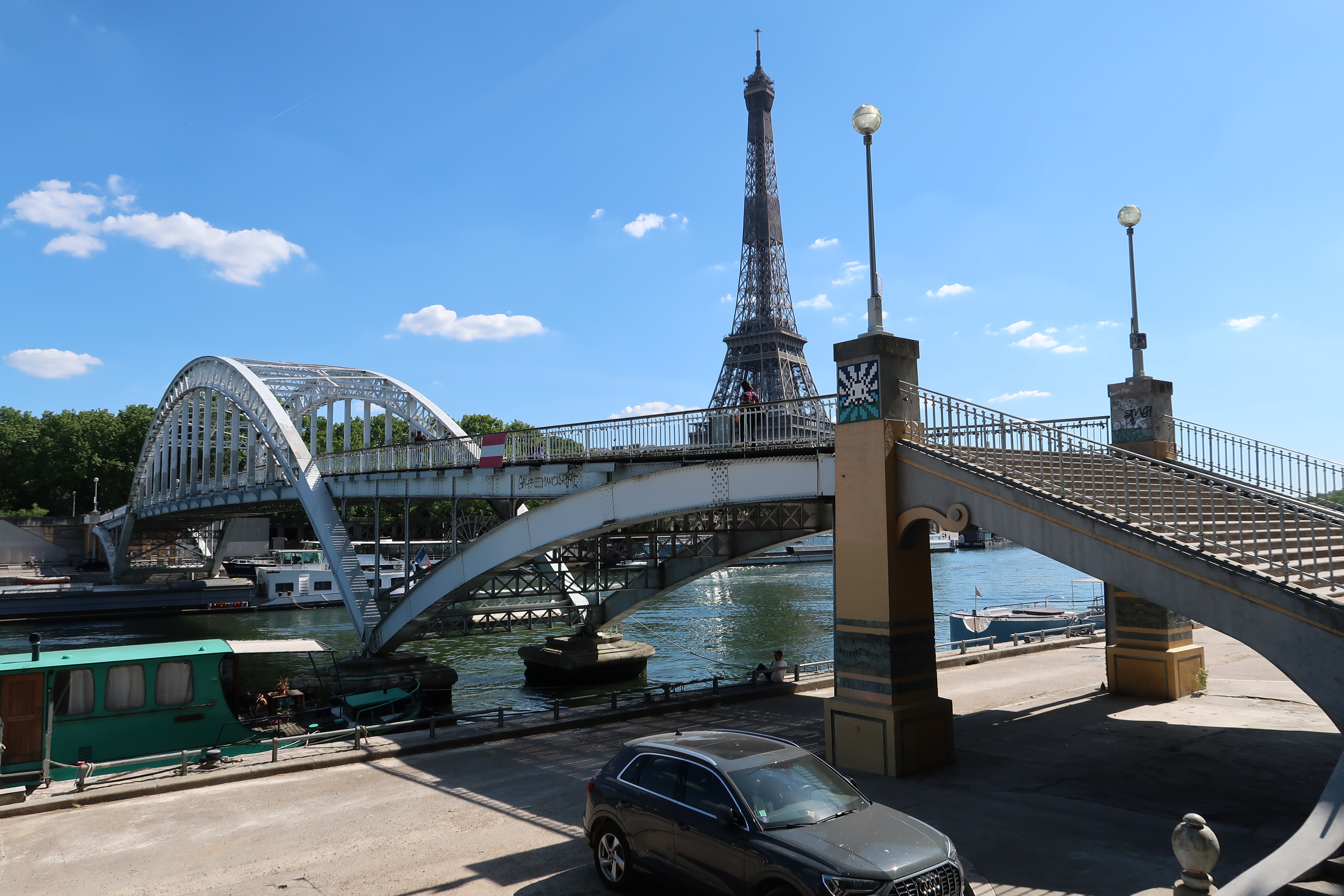
Port Debilly, passerelle Debilly et tour Eiffel.
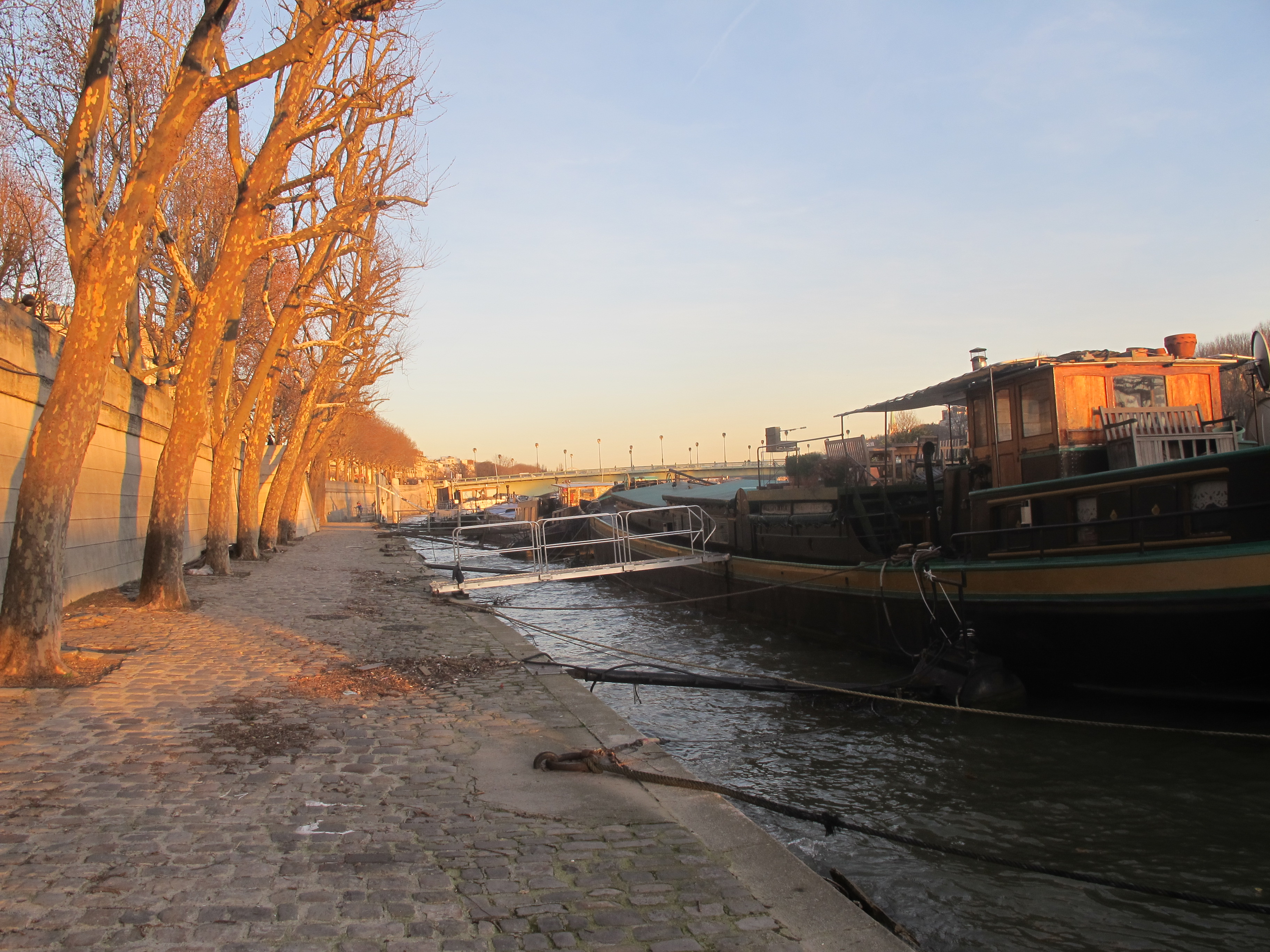
Le port en hiver.
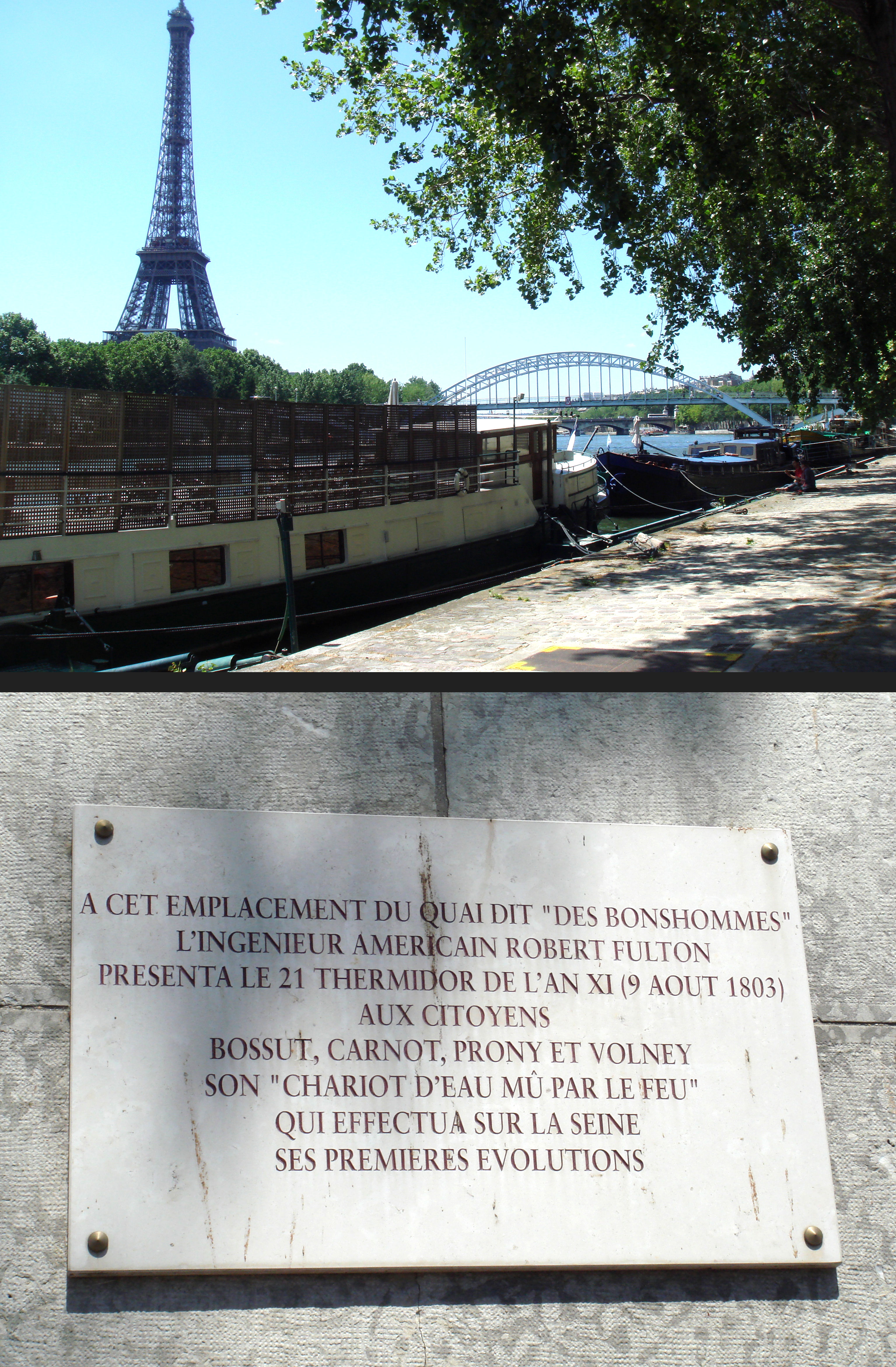
Plaque commémorant l'expérience de Fulton de 1803.

## Dans la fiction
- Une scène du film Le cave se rebiffe (1961) se déroule port Debilly, quand Robert Mideau (Maurice Biraud) et le « Dabe » (Jean Gabin) y embarquent à bord d'un bateau-mouche[5].
- Une scène du film Frantic (1988) de Roman Polanski se déroule sur le port, lorsque Harrison Ford et Emmanuelle Seigner quittent une péniche et regagnent leur automobile, avec le pont de Bir-Hakeim en arrière-plan (à 1 h 28 min).
- Une scène de la troisième saison de la série télévisée Baron noir (2020) est tournée de nuit port Debilly.